# Президентські вибори в Грузії 2000

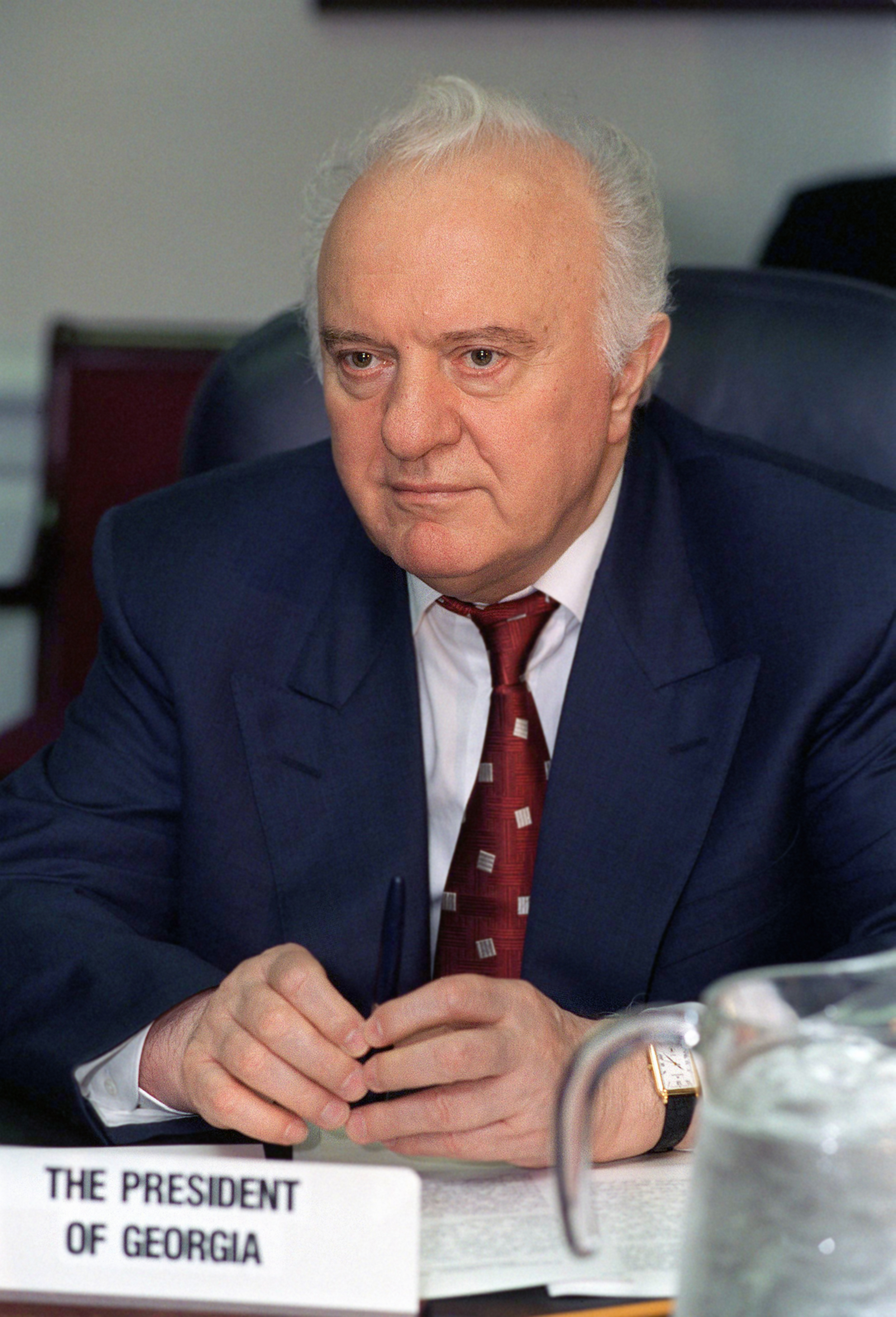
Едуард Шеварднадзе

Президентські вибори в Грузії, які відбудулися 9 квітня 2000 року. Результатом стала перемога Едуарда Шеварднадзе з Союзу громадян Грузії, який набрав 82,0 % голосів. Явка на виборах склала 75,9 %.

## Результати
| Кандидат                    | Партія                                               | Голосів   | %        |
| --------------------------- | ---------------------------------------------------- | --------- | -------- |
| Эдуард Шеварднадзе          | Союз громадян Грузії                                 | 1 870 311 | 79,82 %  |
| Джумбер Патіашвілі          | Незалежний                                           | 390 486   | 16,66 %  |
| Картлос Гарібашвілі         | Незалежний                                           | 7 863     | 0,34 %   |
| Автанділ Джогилидзе         | Національний Державний Союз Грузії - Перемога Грузії | 5 942     | 0,25 %   |
| Важа Жгенті                 | Прогресивна партія Грузії                            | 3 363     | 0,15 %   |
| Тенгіз Асанидзе             | Незалежний                                           | 2 793     | 0,12 %   |
| Недійсні голоси             | Недійсні голоси                                      | 62 418    | 2,66 %   |
| Усього                      | Усього                                               | 2 343 176 | 100,00 % |
| Зареєстровано виборців/Явка | Зареєстровано виборців/Явка                          | 3 088 925 | 75,86 %  |
| Джерело:                    |                                                      |           |          |